# Santa Maria delle Carceri
Santa Maria delle Carceri är en kyrka i den italienska staden Prato. Kyrkan uppfördes mellan 1486 och 1506 efter ritningar av Giuliano da Sangallo.
Enligt traditionen betraktade ett barn i Prato den 6 juli 1484 en bild av Madonnan och Barnet. Bilden, som var målad på en fängelsemur (fängelse på italienska heter carcere), fick plötsligt liv. Kyrkan uppfördes för att hugfästa minnet av denna händelse.
Kyrkans exteriör är bikrom med vit och grön marmor. Interiören har bland annat glasmålningar av Domenico Ghirlandaio.

## Glasmålningar

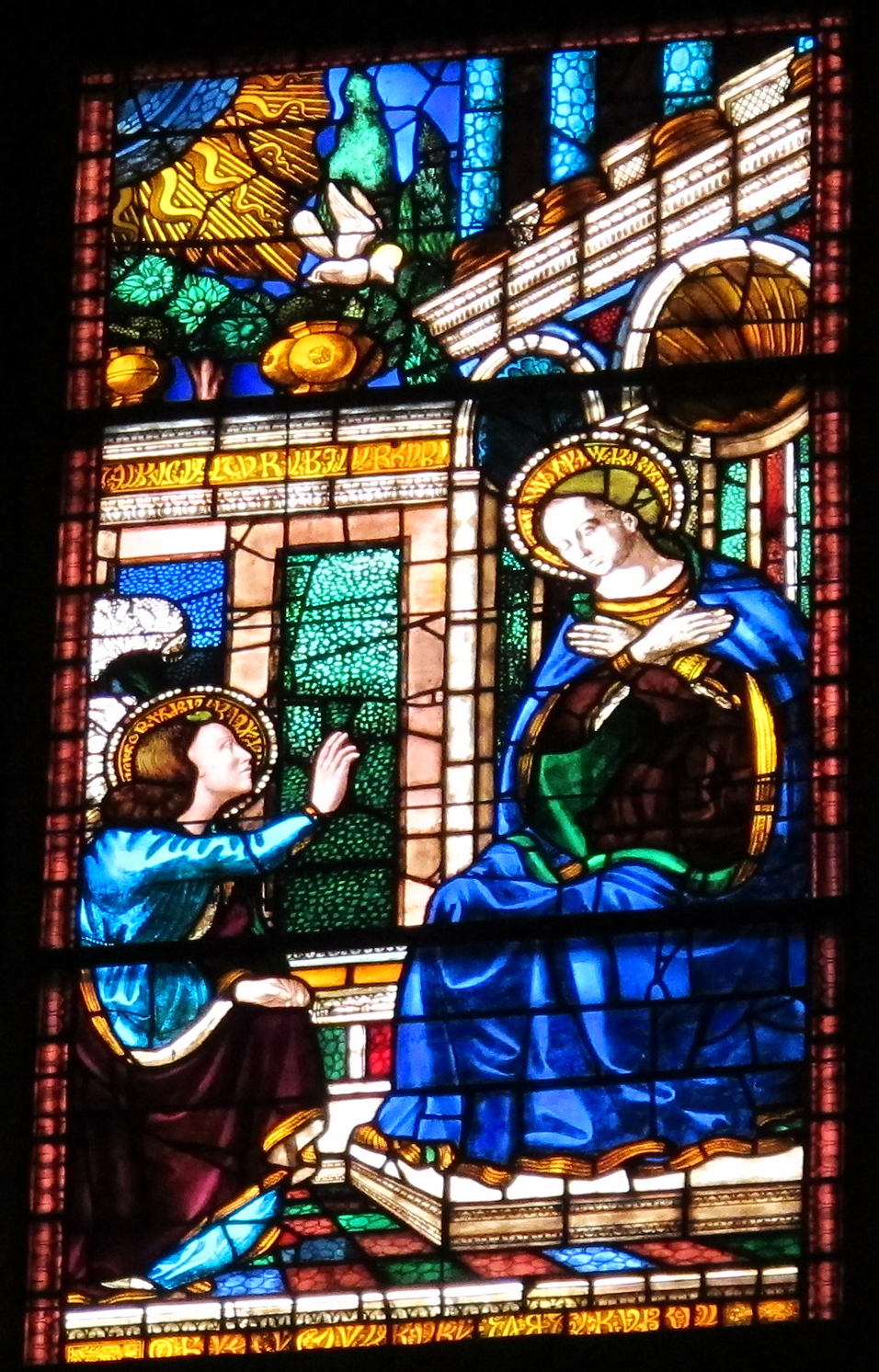
Bebådelsen
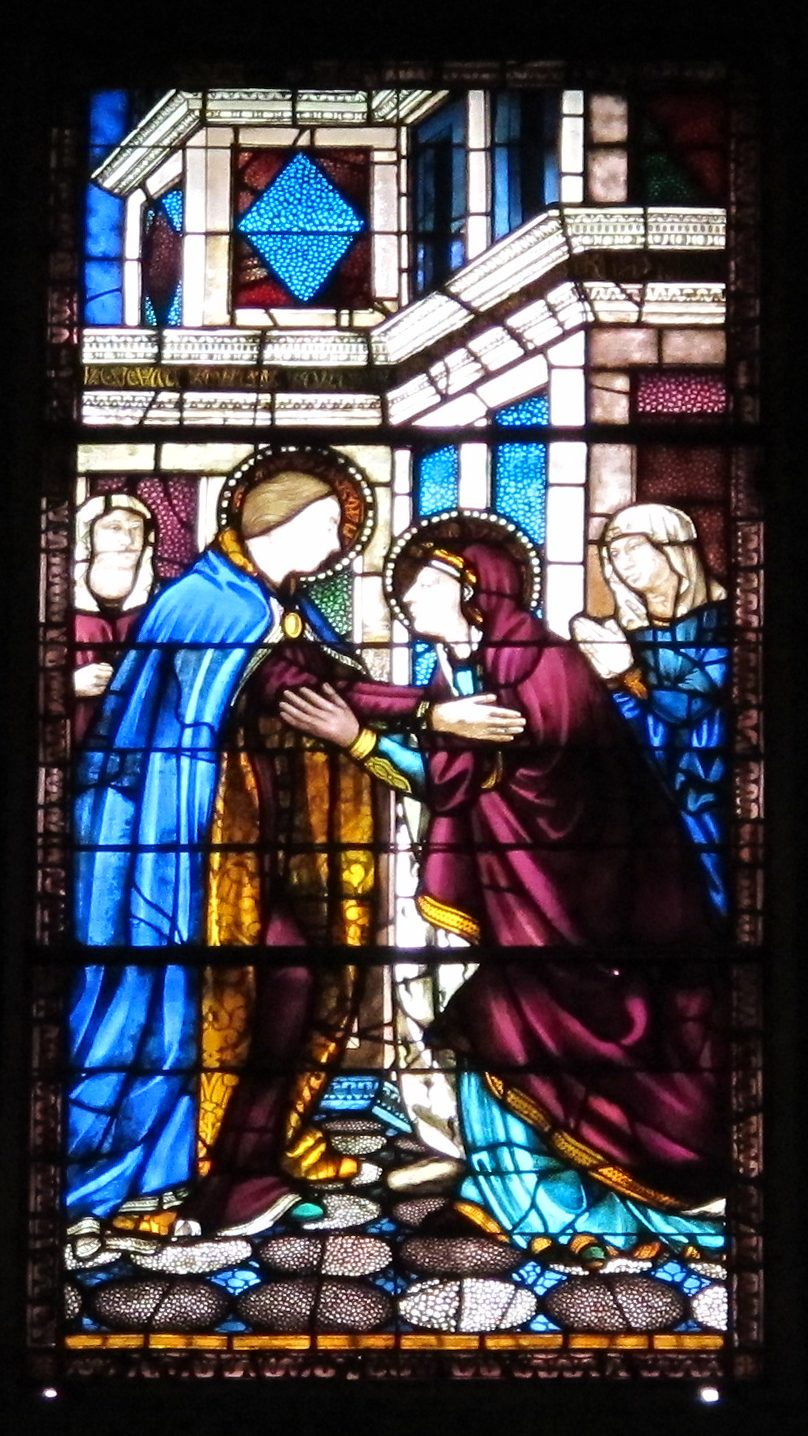
Marias besök hos Elisabet
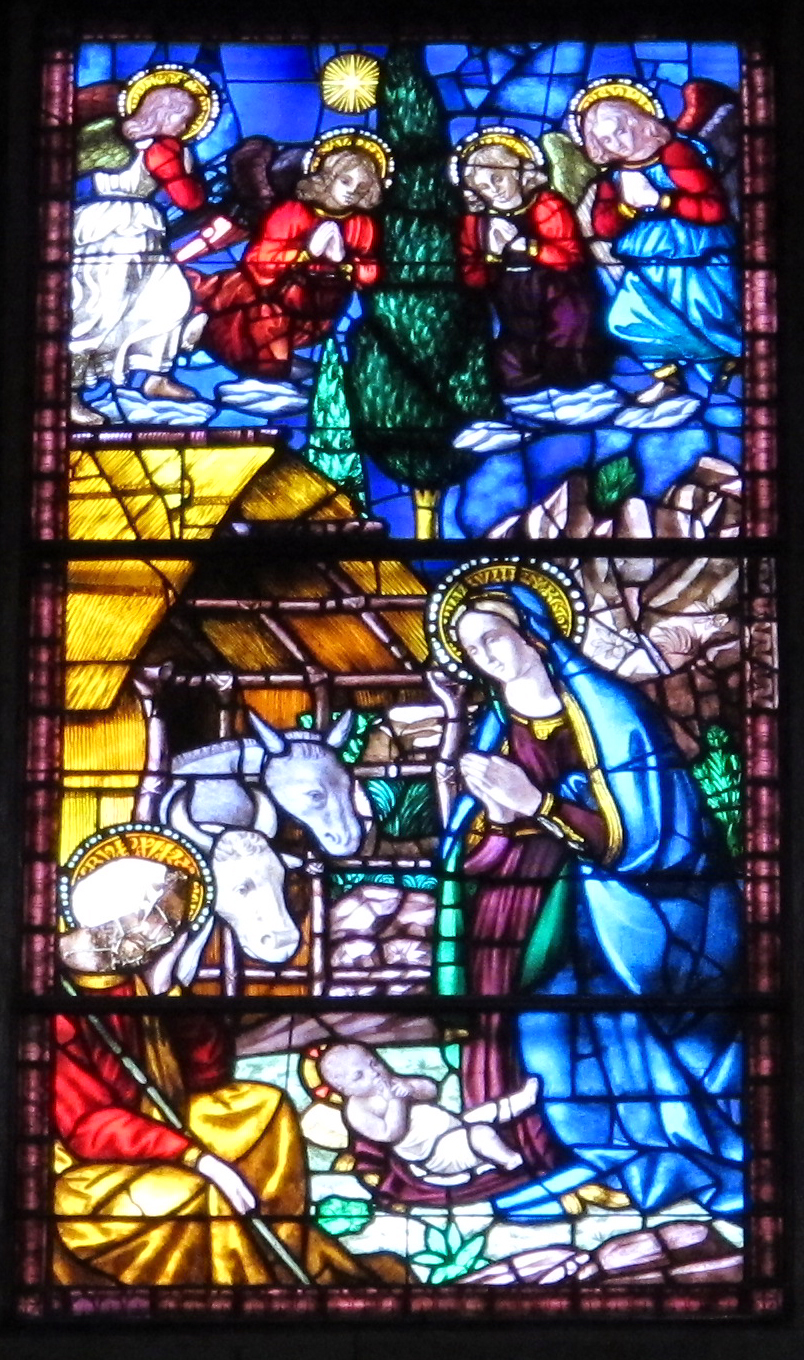
Jesu födelse
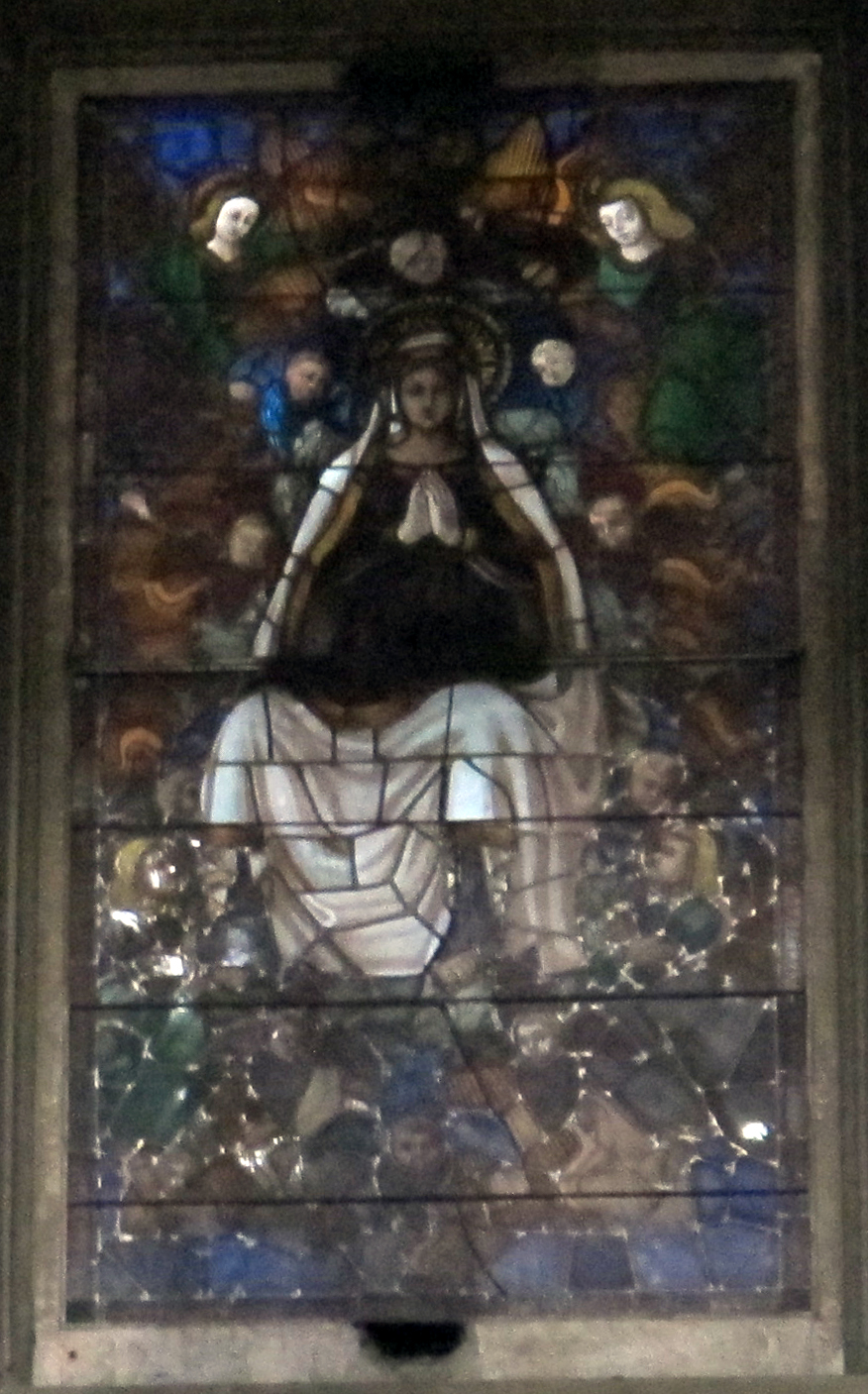
Jungfru Marias upptagande i himmelen